# Hub (hardware)

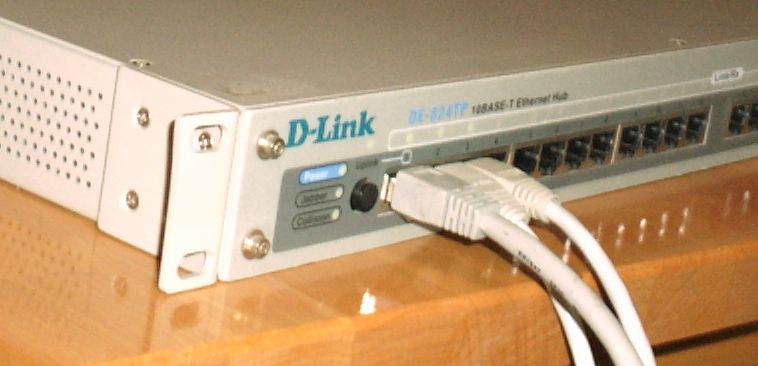
Een 16 poortshub

Links een hub, rechts een switch. Gegevens die naar een hub worden gezonden, worden over het hele netwerk verspreid. Zenden twee apparaten tegelijk, dan ontstaat er een collision.

Een hub is net als een switch een apparaat in de infrastructuur van een netwerk. Het Engelse woord hub betekent naaf. Men kan hierbij denken aan de naaf in een fietswiel, het middelpunt van de spaken, die alle kanten opgaan. In een computernetwerk is een hub het middelpunt van de aangesloten computers.
Een hub is een apparaat dat actief is op laag 1 van het OSI-model, dus op bitniveau. Het stuurt binnengekomen gegevens alleen maar naar alle poorten op de hub door. Dit is meteen ook het nadeel van de hub, omdat op deze manier al het netwerkverkeer op alle aangesloten segmenten komt. Het is met een zaal vol mensen te vergelijken, van wie er maar één tegelijk aan het woord mag zijn, ook al fluistert hij tegen zijn buurman. 
De regel is dat een computer pas begint met zenden op het moment dat het netwerk vrij is. Het kan gebeuren dat twee computers tegelijk beginnen en kan de hub de gegevens niet meer op de goede manier doorsturen. Er is dan sprake van een 'collision' ofwel botsing van gegevens. Treedt een botsing op, dan is het gebruikelijk dat beide computers direct stoppen met zenden en het na een willekeurige tijd, een paar milliseconden, opnieuw proberen. Meestal is dan de ene computer iets eerder dan de andere, en de andere moet dan wachten tot het netwerk weer vrij is. Het spreekt vanzelf dat de algehele snelheid van het netwerk hierdoor vermindert.
Bevat een netwerk meer dan één hub, dan verandert dat niets aan de zaak. Als twee computers op dezelfde hub aangesloten zijn, dan wordt hun onderlinge verkeer toch doorgestuurd naar de andere hubs, zodat het de signalen op die andere hubs ook wordt gehinderd. Bovendien kan iedereen die een directe kabelverbinding heeft met de hub alle netwerkverkeer bekijken, ook het verkeer dat niet voor hen bestemd is. Hier kan eventueel door hackers misbruik van worden gemaakt.
Hubs worden daarom niet meer in nieuwe netwerken gebruikt, aangezien het prijsverschil met een goedkope switch bijna niks is.
De naam hub wordt ook gebruikt voor de kastjes die gebruikt worden om verschillende USB-apparaten op een enkele poort aan te sluiten, de USB-hub. Dit is eigenlijk een verdeelkastje, aangezien niet alle aansluitingen gelijkwaardig zijn. 

## Soorten hubs
Er zijn 3 verschillende soorten hubs:
- Passieve hub: Een passieve hub kan in tegenstelling tot een actieve hub geen signalen versterken. Een passieve hub heeft dan ook geen voeding nodig.
- Actieve hub: De actieve hub biedt behalve de mogelijkheid om computers met elkaar te verbinden ook de mogelijkheid om het signaal met de gegevens te versterken, te vergelijken met een repeater. Het versterken van een signaal is belangrijk om ervoor te zorgen dat er geen gegevens in het signaal van waarde veranderen.
- Intelligente hub: Een intelligente hub heeft dezelfde eigenschappen als de actieve hub maar heeft nog enkele bijzondere eigenschappen. Zo kan bijvoorbeeld vanaf een centraal punt het netwerk worden beheerd en is het gemakkelijker om netwerkproblemen te detecteren en op te lossen dan wanneer er gebruik wordt gemaakt van een actieve of passieve hub. De intelligente hub kan worden geconfigureerd, in tegenstelling tot de actieve en passieve hub.

## OSI-model
Het OSI-model is een gestandaardiseerd referentiemodel voor datacommunicatiestandaarden. Het is in zeven niveaus ingedeeld. De hub is actief op de meest eenvoudige laag, op laag 1.
Een switch is met een hub te vergelijken, maar het grote verschil is dat een switch kijkt naar welke poort de gegevens verzonden moeten worden, dus niet als de hub de gegevens over alle poorten tegelijk verstuurt. Dit zorgt voor een snelheidswinst en maakt het ook moeilijker om de gegevens van andere gebruikers af te tappen. Een switch is een apparaat dat actief is op laag 2 van het OSI-model.
Routers zijn actief op weer een niveau hoger in het OSI-model, op laag 3, en zorgen bijvoorbeeld voor het versturen van gegevens over internet.